# Driesch (Patriziergeschlecht)

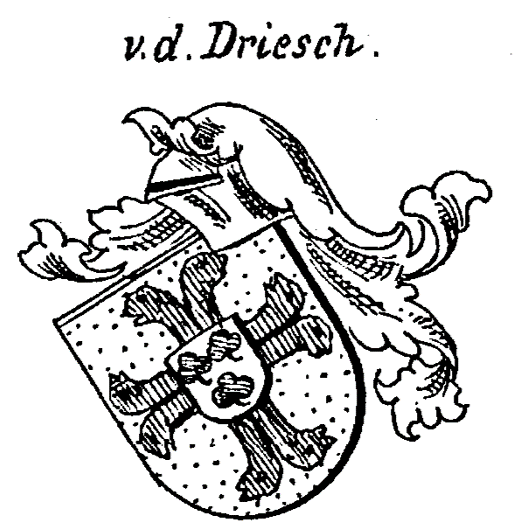
Wappen derer von dem Driesch zu Köln

Von dem Driesch ist der Name eines Kölner Patriziergeschlechts.
Das hier behandelte Geschlecht Driesch ist von mehreren namensgleichen, aber nicht-verwandten wappenverschiedenen Geschlechtern zu unterscheiden. Siehe Driesch (Begriffsklärung).

## Geschichte
Die Stammreihe des Geschlechts beginnt mit Hermann von dem Driesch († 1671), verheiratet mit Mechtild Krayen († 1670). Ihr Sohn Gerhard von den Driesch († 1690) war Jurist und Kölner Ratsherr. Er war ab 1663 mit Ida Theresia Klerc († 1706) verheiratet und hatte mit ihr mindestens acht Kinder: 1. Hermann Franz von dem Driesch (1663–1692), auf einer Reise ermordet, 2. Adelgunde Susanne von dem Driesch (1664–1738), unverheiratet, 3. Wilhelm Peter von dem Driesch (1666–1710), verheiratet mit Maria Sibilla von der Ketten (1660–1709), mit der er mindestens sechs Kinder hatte, 4. Urbanus von dem Driesch (1667–1706), 5. Johann Wilhelm von dem Driesch (* 1668), geistlich, 6. Maria Mechtild von dem Driesch (* 1669), verheiratet mit Jakob Peters, 7. Johanna Gertrud von dem Driesch (1671–1673), 8. Johann Heinrich Franz von dem Driesch (1673–1689). Von den Kindern der Eheleute Driesch-von der Ketten war Peter von dem Driesch († 1717) in kaiserlichen Diensten, Ludwig Franz von dem Driesch war Kanoniker in Worms und Adelgunde von dem Driesch war geistlich im Kloster Hagenbusch.

## Wappen
Die Familie führte im goldenen Schild ein rotes Schlangendoppelkopfkreuz belegt mit einem silbernen Herzschild mit drei (2:1) grünen dreiblättrigen Kleeblättern, ähnlich dem der Othegraven.